# Massimo Ansoldi
Massimo Ansoldi soprannominato Max (Merano, 19 aprile 1975) è un allenatore di hockey su ghiaccio ed ex hockeista su ghiaccio italiano, per la maggior parte della carriera ha giocato per l'Hockey Club Merano, ricoprendone anche il ruolo di capitano.

## Carriera
Ha esordito con l'Hockey Club Merano in A2 nel 1991-92. Coi meranesi rimase per altre due stagioni prima di passare in A1 con l'HC Milano Saima (1994-95) prima, con il Milano 24 (1995-96) poi.
Tornò a Merano (in A2) nella stagione successiva. La squadra si guadagnò subito la serie A1 e la mantenne fino al 2003-04: al termine di quella stagione i bianconeri rinunciarono alla massima serie e Ansoldi preferì cambiare squadra, passando all'Hockey Club Bolzano.
Coi biancorossi rimase solo poche partite, tornando già nel 2004-05 al Merano. Nell'estate del 2007 Ansoldi ritornò all'Hockey Club Bolzano, vincendo la Supercoppa italiana e lo scudetto. Dal 2008 è ritornato in Serie A2 vestendo le maglie dell'Hockey Club Eppan-Appiano e dell'Hockey Club Merano, la squadra con cui debutto quasi venti anni prima. Dal 2010 è stato anche capitano della formazione altoatesina. Nel 2014 ha annunciato il ritiro dall'attività agonistica.
Dopo il ritiro è divenuto allenatore dell'HC Merano, che nel marzo del 2017 ha ufficializzato il ritiro della sua maglia numero 16.
Al termine dell'ultima gara di finale dei play-off della Italian Hockey League 2018-2019, Ansoldi, nel protestare per presunti errori arbitrali, scagliò una stecca verso gli arbitri sfiorando uno dei guardalinee. Il giudice sportivo gli comminò una squalifica di oltre sei mesi, fino al 14 novembre 2019, durante la quale venne sostituito in panchina dal vice Claudio Rier. Una volta ripreso il suo posto al termine della squalifica, ha condotto la formazione meranese alla vittoria della Coppa Italia nel gennaio 2020.
Nel luglio del 2020 la società decise di non confermarlo nonostante il successo in Coppa Italia, spiegando la scelta con il fatto che i giocatori non fossero favorevoli alla conferma di Ansoldi. Dopo un anno sabbatico, tuttavia, Ansoldi fece ritorno al Merano, appena ammesso in Alps Hockey League, come assistente di Kim Collins.
Nel febbraio 2022 Collins fu esonerato e Ansoldi ne prese il posto fino al termine della stagione. È stato confermato anche nella stagione successiva, ma con altri ruoli: allenatore dell'under-19 e direttore sportivo del settore giovanile.

## Palmarès

### Giocatore

#### Club
- Campionato italiano: 2

Merano: 1998-1999
Bolzano: 2007-2008
- Supercoppa italiana: 1

Bolzano: 2007

### Allenatore

#### Club
- Coppa Italia: 1

Merano: 2019-2020
- Serie B: 1

Merano: 2015-2016